# Break Out!
BREAK OUT! – dwudziesty dziewiąty singel południowokoreańskiego zespołu TVXQ, wydany w Japonii 27 stycznia 2010 roku przez Rhythm Zone. Został wydany w trzech edycjach: limitowanej CD+DVD, regularnej CD i „Bigeast”. Osiągnął 1 pozycję w rankingu Oricon i pozostał na liście przez 12 tygodni, sprzedał się w nakładzie 289 412 egzemplarzy w Japonii. Singel zdobył status platynowej płyty.
Tytułowa piosenka została wykorzystana jako piosenka przewodnia TV dramy Tomehane! Suzuri kōkō shodōbu.

## Lista utworów

### CD
| CD | CD                                             | CD             | CD         | CD              | CD      |
| Nr | Tytuł utworu                                   | Tekst          | Kompozycja | Aranżacja       | Długość |
| -- | ---------------------------------------------- | -------------- | ---------- | --------------- | ------- |
| 1. | „BREAK OUT!”                                   | masumi, H.U.B. | masumi     | UTA             | 3:59    |
| 2. | „XIAHTIC” (JUNSU from Tōhōshinki)              | H.U.B.         | JUNSU      | JUNSU           | 4:30    |
| 3. | „BREAK OUT! -New Jack Swing mix-” (CD only)    | masumi, H.U.B. | masumi     | Gakushi (remix) | 4:45    |
| 4. | „BREAK OUT!” (Less Vocal)                      |                | masumi     | UTA             | 3:58    |
| 5. | „XIAHTIC” (JUNSU from Tōhōshinki) (Less Vocal) |                | JUNSU      | JUNSU           | 4:28    |

### CD+DVD
| CD | CD                                             | CD             | CD         | CD        | CD      |
| Nr | Tytuł utworu                                   | Tekst          | Kompozycja | Aranżacja | Długość |
| -- | ---------------------------------------------- | -------------- | ---------- | --------- | ------- |
| 1. | „BREAK OUT!”                                   | masumi, H.U.B. | masumi     | UTA       | 3:59    |
| 2. | „XIAHTIC” (JUNSU from Tōhōshinki)              | H.U.B.         | JUNSU      | JUNSU     | 4:30    |
| 3. | „BREAK OUT!” (Less Vocal)                      |                | masumi     | UTA       | 3:58    |
| 4. | „XIAHTIC” (JUNSU from Tōhōshinki) (Less Vocal) |                | JUNSU      | JUNSU     | 4:28    |

| DVD | DVD                       | DVD     |
| Nr  | Tytuł utworu              | Długość |
| --- | ------------------------- | ------- |
| 1.  | „BREAK OUT!” (Video Clip) |         |
| 2.  | „Off Shot Movie”          |         |

## Notowania
| Lista                             | Pozycja |
| --------------------------------- | ------- |
| Oricon Weekly Singles Chart       | 1       |
| Oricon Yearly Singles Chart       | 16      |
| Billboard Japan Hot 100           | 1       |
| Billboard Japan Top Singles Sales | 1       |